# Jason Chad
Jason Chad Roth (Mount Pleasant, Iowa, Estados Unidos; 14 de junio de 1971) es un actor estadounidense nacionalizado colombiano, reconocido por sus participaciones en telenovelas colombianas como La viuda de la mafia, Los Reyes, Pura sangre, Las muñecas de la mafia, El general Naranjo, El Capo y La hija del mariachi.

## Biografía
Jason Chad nació en Estados Unidos en una familia de agricultores. Durante su adolescencia, practicó deportes como atletismo y fútbol americano mientras estudiaba en Clear Creek High School, donde se graduó. Tras finalizar sus estudios en la secundaria, cursó administración de negocios.
En su tiempo libre, trabajaba frecuentemente con su abuelo Max en un negocio de construcción.
A los 22 años, se mudó a Colombia. Allí, trabajó como profesor de inglés en el Colegio Alemán de Barranquilla, en el Centro Colombo Americano y, posteriormente, en la Universidad de Córdoba en Montería.

## Filmografía

### Televisión
| Año       | Título                        | Personaje                    | Canal              |
| --------- | ----------------------------- | ---------------------------- | ------------------ |
| 2024      | Rojo Carmesí                  | William Taylor               | Canal RCN          |
| 2022      | La Reina del Sur              | Agente Morrison              | Telemundo          |
| 2019-2020 | El General Naranjo            | Agente White                 | Fox Premium        |
| 2016      | Bloque de Búsqueda            | Agente Matt Arnold           | UniMás             |
| 2015-2016 | Celia                         | Doctor                       | RCN Televisión     |
| 2015      | ¿Quien mató a Patricia Soler? | Investigador                 | MundoFox           |
| 2015      | Narcos                        | Técnico                      | Netflix            |
| 2014      | El Capo 3                     | Mark                         | MundoFox           |
| 2014      | La viuda negra                | Richardson Embajador USA     | UniMás             |
| 2012-2013 | El Capo 2                     | Mark                         | MundoFox           |
| 2009-2010 | Las muñecas de la mafia       | Thomas Smith                 | Caracol Televisión |
| 2009-2010 | El capo                       | Mark                         | RCN Televisión     |
| 2007-2008 | Pura Sangre                   | Mike Horton                  | RCN Televisión     |
| 2006-2008 | La hija del mariachi          | Andrew Scott                 | RCN Televisión     |
| 2006-2007 | La diva                       | Cliente Americano            | Caracol Televisión |
| 2005-2006 | La Tormenta                   | Guardia                      | Telemundo          |
| 2005-2006 | Los Reyes                     | Profesor de educación física | RCN Televisión     |
| 2004-2005 | La viuda de la mafia          | Agente de la DEA             | RCN Televisión     |

## Cine
| Año  | Título             | Personaje     | Nota |
| ---- | ------------------ | ------------- | ---- |
| 2017 | El paseo de Teresa | Mark Chifreda |      |
| 2015 | Hangman's Gane     | Mark          |      |
| 2011 | Burn Notice        | Chief Warrant |      |